# NGC 7292
NGC 7292 ist eine irreguläre Galaxie vom Hubble-Typ IBm im Sternbild Pegasus am Nordsternhimmel. Sie ist schätzungsweise 53 Millionen Lichtjahre von der Milchstraße entfernt.
Das Objekt wurde am 6. September 1872 von dem Astronomen Edouard Stephan entdeckt und später von Johan Dreyer in seinen New General Catalogue aufgenommen.